# Янки-Стейшн
Янки-Стейшн (Yankee Station, официальное название Point Yankee) — точка с постоянными координатами у побережья Вьетнама, где во время Войны во Вьетнаме сосредотачивались самолёты, авианосцы и корабли сопровождения ВМС США.  В основном в этой точке авианосцы оперативной группы 77 поднимали самолёты для ударов по Северному Вьетнаму. Авианосцы на Янки-Стейшен считались находящимися в зоне боевых действий и по времени нахождения там исчислялся боевой стаж.  Первоначально Янки-Стейшн находилась в точке с координатами 16° 00′ с.ш., 110° 00′ в.д., однако в 1966 году по мере интенсификации операций в Северном Вьетнаме она была перенесена на 230 км на северо-запад в точку с координатами 17° 30′ с.ш., 108° 30′ в.д. на расстоянии 145 км от побережья Северного Вьетнама.

## Появление Янки-Стейшн
Название Янки-Стейшн произошло от того, что в документах ВМС США эта точка обозначалась буквой «Y», что в фонетическом алфавите НАТО произносится как «янки». По другой версии, название происходит от группы воздушной разведки «Yankee Team», которая в 1964 году из этого района поднималась в воздух для разведывательных полётов над Лаосом. Первые боевые операции ВМС США в Пойнт-Янки состоялись в апреле 1964 года. С 13 апреля 1966 г. Янки-Стейшн была перемещена в сторону Тонкинского залива, в точку на расстоянии около 190 км к востоку от вьетнамского города Донгхой.
Ранние миссии из Янки-Стейшн выполнялись во время гражданской войны в Лаосе. Начавшись 19 мая 1964 года в качестве фоторазведывательных миссий ВМС США среднего и низкого уровня над Равниной Джарс, они вскоре были расширены до «вооруженной разведки», в сопровождении истребителей F-100 ВВС США, базировавшихся в аэропорту Таншоннят. 25 мая 1964 года разведывательная группа получила название Yankee Team (Команда Янки). Уведомления об их неэкстренных вылетах отправлялись из CINCPAC в Вашингтон за 36 часов до возможной отмены. В штабе 2-й авиадивизии был организован командный пункт, куда была направлена группа из пяти военнослужащих ВМС США. В свою очередь, офицер связи ВВС США был отправлен на авианосец «Китти Хок» для координации действий военно-морской авиации и ВВС.  
Выполняя задания, в которой половина самолетов подверглась наземному огню и не имела поддержки поисково-спасательных групп, миссия понесла свою первую потерю 6 июня 1964 года, когда лейтенант Чарльз Ф. Клусман был сбит во время полета на высоте 360 м. Авиакомпания Air America безуспешно пыталась его спасти. Протоколы подавления зенитной артиллерии еще не были разработаны, использование напалма, наиболее успешного противодействия зенитным батареям, было запрещено американским послом в Лаосе Леонардом Унгером. Ещё один самолёт упал во время поисково-спасательных работ. 
Начав скрытно наносить авиаудары по коммунистам, проникшим в Лаос, операция Yankee Team трансформировалась в операцию Barrel Roll. 

## Янки-Стейшн продолжает боевые действия
В течение двух периодов непрерывных авиаударов по Северному Вьетнаму (со 2 марта 1965 г. по 31 октября 1968 г. и с 30 марта 1972 г. по 29 декабря 1972 г.) на линии обычно находились три авианосца, каждый из которых выполнял воздушные операции в течение 12 часов, затем прекращал их на тот же срок. Один из авианосцев работал в территориальных водах Вьетнама с полудня до полуночи, другой с полуночи до полудня и один в течение светового дня, что давало круглосуточное прикрытие плюс дополнительный боевой потенциал в светлое время суток, когда вылеты наиболее эффективны. В некоторые периоды времени количество задействованных авианосцев могло отличаться. Например, в конце мая 1972 года на Янки-Стейшн кратковременно находились шесть авианосцев, нанося удары в рамках операций Linebacker и Linebacker II.
Первым авианосцем на станции Янки был «Китти Хок», который был задействован в апреле 1964 года для миссий Команды Янки. Затем в мае и июне, за два месяца до Тонкинской резолюции, к нему присоединились «Тикондерога» и «Констеллейшн». Первые бомбардировочные миссии с Янки-Стейшен эти два авианосца провели 5 августа 1964 года. «Констеллейшн» также стал последним авианосцем, проводившим операции с Янки-Стейшн 15 августа 1973 года. Авианосец «Форрестол» потерпел на Янки-Стейшн крупную аварию, когда в результате серии пожаров и взрывов на его борту погибли 134 человека и еще 161 получили ранения .
С 15 мая 1965 года по 3 августа 1966 года в Южно-Китайском море в районе дельты Меконга существовала ещё одна точка сосредоточения ВМС США, которая называлась  Дикси-Стейшн и использовалась для нанесения ударов по Южному Вьетнаму. 

## Рекомендуемое чтение
- Francillon, René. Tonkin Gulf Yacht Club US Carrier Operations off Vietnam, Naval Institute Press (1988) ISBN 0-87021-696-1
- Nichols, John B. (CDR, USN ret.) and Tillman, Barrett. On Yankee Station, Naval Institute Press, ISBN 0-87021-559-0
- Nordeen, Lon. Air Warfare in the Missile Age, Smithsonian Institution Press (1985), ISBN 0-87474-680-9
- Reardon, Carol. Launch the Intruders University of Kansas Press (2005) ISBN 978-0-7006-1677-0